# Athabasca Tribal Council Limited
Pour les articles homonymes, voir Athabasca.
L'Athabasca Tribal Council Limited (littéralement le « conseil tribal Athabasca Limité ») est un conseil tribal comprenant cinq Premières Nations en Alberta au Canada. Il est basé à Fort McMurray.

## Composition
L'Athabasca Tribal Council Limited comprend cinq Premières Nations en Alberta.
| Première Nation (nom officiel)   | Emplacement    |
| -------------------------------- | -------------- |
| Athabasca Chipewyan First Nation | Fort Chipewyan |
| Chipewyan Prairie First Nation   | Chard          |
| Fort McKay First Nation          | Fort McMurray  |
| Fort McMurray#468 First Nation   | Fort McMurray  |
| Mikisew Cree First Nation        | Fort Chipewyan |